# Antanas Klimavičius
Antanas Klimavičius (ur. 15 lipca 1949 w rejonie olickim) – litewski prawnik, prokurator, Prokurator Generalny Republiki Litewskiej w latach 2000–2005, sędzia Sądu Najwyższego Litwy od 2005.
Absolwent Wydziału Prawa Uniwersytetu Wileńskiego (1976). Po zdobyciu dyplomu rozpoczął pracę w Prokuraturze Rejonowej w Kapsukasie (obecnie Mariampol). W latach 1977–1980 pracował w Litewskiej Prokuraturze ds. Transportu. Od 1980 do 1993 pracował w Prokuraturze Miejskiej w Wilnie jako śledczy, naczelny śledczy, śledczy do zadań szczególnych, naczelnik wydziału śledczego oraz zastępca Prokuratora Miejskiego. Od 1993 do 1995 był naczelnym prokuratorem Wydziału Śledczego ds. Przestępczości Zorganizowanej i Korupcji Prokuratury Miejskiej w Wilnie, następnie do 1998 zajmował analogiczną pozycję w Prokuraturze okręgu wileńskiego. W latach 1998–2000 był naczelnikiem Wydziału Śledczego Służby do Badań Specjalnych.
Od 2000 do 2005 Prokurator Generalny Republiki Litewskiej.
Sędzia Sądu Najwyższego Litwy od lipca 2005.